# Falcatifolium angustum
Falcatifolium angustum ist ein Baum aus der Gattung Falcatifolium in der Familie der Steineibengewächse (Podocarpaceae). Das natürliche Verbreitungsgebiet der Art liegt auf Borneo. Sie wird in der Roten Liste der IUCN als stark gefährdet geführt. Die Art ist nur aus zwei Gebieten bekannt, die in geschützten Nationalparks liegen, doch dürften die Bestände weiterhin zurückgehen.

## Beschreibung

### Erscheinungsbild
Falcatifolium angustum wächst als immergrüner bis zu 20 Meter hoher Baum. Der Stamm erreicht einen Durchmesser von etwa 30 Zentimetern (Brusthöhendurchmesser). Die Stammborke ist purpurn braun, unter Witterungseinfluss grau, anfangs glatt und später rau und schuppig. Die Baumkrone ist schmal. Die dicht belaubte Zweige sind hängend, stielrund und unbehaart.

### Blätter
Die Nadeln (Blätter) junger Bäume sind sitzend oder kurz gestielt, schmal linealisch-lanzettlich, nach vorne gebogen, etwa 7 Zentimeter lang und etwa 1,2 bis 1,5 Millimeter breit. Die Blattbasis ist herablaufend, die Ränder laufen zur stechend-spitzen Spitze hin zusammen. Die Nadeln älterer Bäume sind kürzer, 1,8 bis 3,5 Zentimeter lang und 1,5 bis 2,5 Millimeter breit, an der Basis herablaufend und haben beinahe über die gesamte Länge parallele Blattränder. Beide Seiten sind gekielt und zeigen eine scharf erhöhte Mittelrippe. Die Spitze ist ebenfalls stechend. Auf beiden Seiten der Blattes werden mehrere Spaltöffnungsstreifen gebildet, die von der Basis bis zur Spitze reichen.

### Zapfen und Samen
Die Pollenzapfen wachsen terminal oder lateral in den Blattachseln. Sie sind im mehr oder weniger unreifen Zustand 8 Millimeter lang und haben einen Durchmesser von 2 Millimetern. Samenzapfen sind nicht bekannt.

## Verbreitung und Ökologie
Das natürliche Verbreitungsgebiet liegt in Sarawak auf Borneo, wo zwei Standorte nahe der Küste bekannt sind. Die Art wächst in Kerangas, offenen Wäldern auf sauren, verarmten weißen Sanden (Podsol), in Höhen von 90 bis 240 Metern. Das Verbreitungsgebiet kann wahrscheinlich der Winterhärtezone 10 zugerechnet werden mit mittleren jährlichen Minimaltemperaturen zwischen −1,1 und +4,4 Grad Celsius (30 bis 40 Grad Fahrenheit). Falcatifolium angustum wächst zusammen mit verschiedenen Arten der Gattungen Gymnostoma, Parastemon und mit Shorea albida.

## Gefährdung und Schutz
In der Roten Liste der IUCN wird Falcatifolium angustum als stark gefährdet („Endangered “) geführt. Die Art ist nur von zwei Fundstellen, Bintulu und Kuching, bekannt, die in geschützten Gebieten (Bako National Park und Niah National Park) liegen. Das tatsächliche Verbreitungsgebiet ist oder zumindest war wahrscheinlich größer. Doch verschlechtert sich der Lebensraum, Wälder werden zu Plantagen für Ölpalmen (Elaeis guineensis) umgewandelt, und in einem der geschützten Gebiete werden weiterhin Bäume gefällt. Das Verbreitungsgebiet wird mit 1476 Quadratkilometer angegeben, Bestände gibt es auf etwa 12 Quadratkilometer.

## Systematik und Etymologie
Falcatifolium angustum ist eine Art aus der Gattung Falcatifolium, die zur Familie der Steineibengewächse (Podocarpaceae) gezählt wird. Sie wurde 1969 von David John de Laubenfels im Journal of the Arnold Arboretum erstbeschrieben. Es sind keine Synonyme bekannt. Die Art unterscheidet sich von anderen Arten aus der Gattung durch die extrem schmalen Blätter, und der nicht in einer Ebene liegenden Anordnung der Nadeln. Doch sind keine Samenzapfen bekannt, und auch von den Pollenzapfen gibt es nur unzureichende Funde.
Der Gattungsname Falcatifolium leitet sich von lateinisch falcis, „Sichel“ und folia, „Blatt“ ab, und verweist damit auf die sichelartig gebogenen Blätter. Das Artepitheton angustum beschreibt die schmalen Blätter.

## Verwendung
Keine Nutzung ist bekannt.